# Tracy Point
Tracy Point är en udde i Antarktis. Den ligger i Östantarktis. Australien gör anspråk på området.
Terrängen inåt land är huvudsakligen platt, men österut är den kuperad. Havet är nära Tracy Point västerut. Trakten är glest befolkad. Närmaste befolkade plats är Casey Station, 4,0 kilometer nordost om Tracy Point. 